# Theodore van Heil

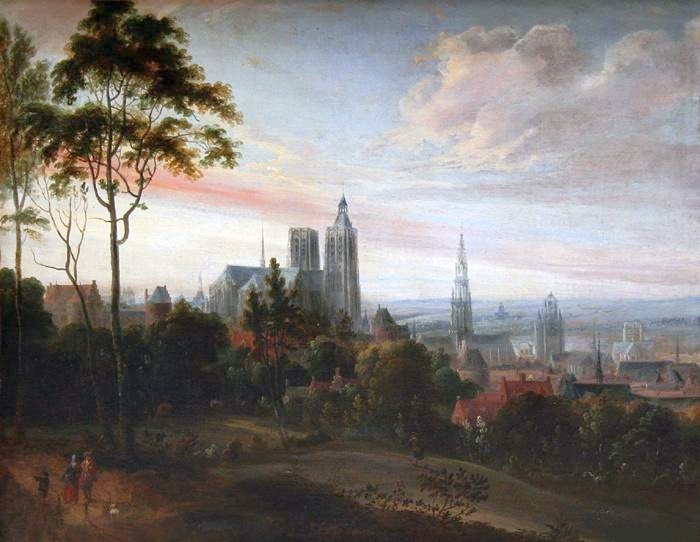
Widok Brukseli

Theodore van Heil (ur. ok. 1635 w Brukseli, zm. po 1691 tamże) – flamandzki malarz barokowy.
Urodził się w rodzinie o tradycjach artystycznych, jego ojciec Daniel (1604–1664) oraz stryjowie Jan Baptist (1604–1685) i Leo (1605-ok. 1664) również byli malarzami. W 1668 został mistrzem gildii św. Łukasza w Brukseli.
Theodore van Heil, podobnie jak jego ojciec, zajmował się malarstwem pejzażowym. Wykonał m.in. pięć panoramicznych widoków Brukseli odznaczających się precyzją rysunku i dekoracyjnością wykończenia. Malował też pejzaże zimowe, widoki wsi, lasów i przedstawienia pożarów. Swoje prace sygnował monogramem TVH.